# Лоулер, Айван
А́йван Ло́улер (англ. Ivan Lawler; 19 ноября 1966, Адлстон) — британский гребец-байдарочник, выступал за сборную Великобритании в конце 1980-х и на всём протяжении 1990-х годов. Участник трёх летних Олимпийских игр, чемпион мира по спринтерской гребле, пятикратный чемпион мира по марафонской гребле, победитель многих регат национального и международного значения.

## Биография
Айван Лоулер родился 19 ноября 1966 года в городе Адлстоне графства Суррей. Активно заниматься греблей начал в раннем детстве, рос в спортивной семье, в частности его дядя Питер Лоулер в своё время тоже был довольно известным-гребцом байдарочником, участвовал в трёх Олимпиадах, а старшая сестра Джанин дошла до уровня национальной сборной. Проходил подготовку в Вейбридже, состоял в местном каноэ-клубе «Элмбридж», причём выступал одновременно как в спринтерской гребле, так и марафонской.
Первого серьёзного успеха на взрослом международном уровне добился в 1988 году, когда попал в основной состав британской национальной сборной и побывал на домашнем марафонском чемпионате мира в Ноттингеме, откуда привёз награду серебряного достоинства, выигранную в зачёте двухместных байдарок. Благодаря череде удачных выступлений удостоился права защищать честь страны на летних Олимпийских играх в Сеуле — стартовал в одиночках на тысяче метрах и в двойках в паре с Грейсоном Борном на пятистах метрах, но в обеих дисциплинах сумел дойти только до стадии полуфиналов.
В 1989 году Лоулер выступил на спринтерском мировом первенстве в болгарском Пловдиве, где с тем же Борном стал серебряным призёром в гонке на 10000 метров — лучше них финишировал только венгерский экипаж Аттилы Абрахама и Шандора Ходоши. Год спустя на аналогичных соревнованиях в польской Познани в той же дисциплине завоевал золото, обогнав всех своих соперников. Кроме того, в этом сезоне добавил в послужной список ещё одну серебряную медаль марафонского чемпионата мира, был вторым в двойках на регате в Копенгагене. В 1992 году удостоился звания чемпиона мира по марафонской гребле, одержав победу среди одиночек в австралийском Брисбене. Как лидер британской команды отправился представлять страну на Олимпийских играх в Барселоне — на сей раз они с Борном в двойках на пятистах метрах заняли в полуфинале седьмое место, вновь не добравшись до финала.
После барселонской Олимпиады Айван Лоулер остался в основном составе гребной команды Великобритании и продолжил принимать участие в крупнейших международных регатах. Так, в 1994, 1996, 1998 и 1999 годах он неустанно выигрывал марафонские мировые первенства, став таким образом пятикратным чемпионом мира по марафонской гребле и одним из лучших британских спортсменов в этой гребной дисциплине. Также представлял страну на Олимпиаде 1996 года в Атланте, но здесь существенного успеха не добился, в одиночках на пятистах и тысяче метрах до финалов не дошёл.
Впоследствии неоднократно выступал на любительских и ветеранских соревнованиях по гребле. Занимается бизнесом по продаже новых и подержанных байдарок, тренирует молодых гребцов в своём родном клубе «Элмбридж».